# Lea Mersch
Lea Charlotte Sophie Mersch (Paderborn, 28 settembre 1987) è un'ex cestista tedesca.

## Carriera
Con la Germania ha disputato i Campionati europei del 2011.